# Resolució 176 del Consell de Seguretat de les Nacions Unides
La Resolució 176 del Consell de Seguretat de les Nacions Unides, aprovada el 4 d'octubre de 1962, després d'examinar l'aplicació de la República Democràtica i Popular d'Algèria per a ser membre de les Nacions Unides, el Consell va recomanar a l'Assemblea general que Algèria fos admesa.
La resolució fou aprovada amb 10 vots a favor, la República de la Xina es va abstenir.